# Lipica Dolna
Lipica Dolna (ukr. Нижня Липиця) – wieś w rejonie rohatyńskim obwodu iwanofrankiwskiego, założona w 1438.
W II Rzeczypospolitej miejscowość była siedzibą gminy wiejskiej Lipica Dolna w powiecie rohatyńskim województwa stanisławowskiego. 
W 1944 nacjonaliści ukraińscy z OUN-UPA zamordowali tutaj 12 Polaków.
Wieś liczy 719 mieszkańców.